# Pandemia de COVID-19 no Haiti
Este artigo documenta os impactos da pandemia de coronavírus de 2020 no Haiti pode não incluir todas as principais respostas e medidas contemporâneas.

## Linha do tempo
Em 19 de março, os primeiros dois casos de COVID-19 no Haiti foram confirmados no país. Roody Roodboy, cantor haitiano, está entre os 2 infectados no país. Por conseguinte, foi colocado em quarentena.
Como medida profilática, em 16 de março, Joseph Jouthe, primeiro-ministro do Haiti, anunciou a suspensão de voos para a Europa, Canadá, República Dominicana e América Latina por duas semanas.